# The Times
The Times er en avis udgivet dagligt i Storbritannien siden 1785, hvor den oprindeligt hed The Daily Universal Register. The Times er faderen til navnet "Times" som adskillige andre aviser har brugt, især i USA; The New York Times, The Los Angeles Times, The Seattle Times, The Daily Times. Derfor bliver avisen også kaldt "The London Times" eller " The Times of London", for at adskille den fra de andre.
24. november 1980 blev alle bladets medarbejdere fyret med den besked, at bladet ville lukke til marts, såfremt en køber ikke meldte sig på banen.
The Times blev udgivet som broadsheet avis i 219 år, men skiftede i 2004 til tabloidformatet for at imødekomme pendleres vilkår og appellere til et yngre publikum. The Times omtaler selv deres avis som compact og ikke tabloid, da det kan antyde mindre seriøsitet og troværdighed.
The Times har lagt navn til skrifttypen Times New Roman, som blev udviklet af Stanley Morison i samarbejde med the Monotype Corporation.